# Elaphria semirufa
Elaphria semirufa är en fjärilsart som beskrevs av Druce 1908. Elaphria semirufa ingår i släktet Elaphria och familjen nattflyn. Inga underarter finns listade i Catalogue of Life.